# کاروانسرای شاه‌عباسی (کهک)
کاروانسرای شاه عباسی کهک مربوط به دوره صفوی است و در شهرستان دلیجان، بخش مرکزی، روستای کهک واقع شده و این اثر در تاریخ ۱۰ دی ۱۳۸۱ با شمارهٔ ثبت ۶۹۷۴ به‌عنوان یکی از آثار ملی ایران به ثبت رسیده است.